# Französische Rugby-Union-Meisterschaft 1945/46
Die Saison 1945/46 war die 47. Austragung der französischen Rugby-Union-Meisterschaft (französisch Championnat de France de rugby à XV). Sie umfasste 54 Mannschaften in der ersten Division (heutige Top 14).
Die erste Meisterschaft der Nachkriegszeit bestand aus zwei Stärkeklassen. In der oberen trafen in neun Gruppen je sechs Mannschaften aufeinander (insgesamt 54). Jeweils die Erst- bis Drittplatzierten zogen in die zweite Gruppenphase ein (insgesamt 27). Aus der unteren Stärkeklasse konnten sich 5 der 100 beteiligten Mannschaften ebenfalls für die zweite Gruppenphase qualifizieren. In dieser gab es acht Vierergruppen. Jeweils die Erst- und Zweitplatzierten qualifizierten sich für die dritte Gruppenphase, bestehend aus vier Vierergruppen. Die Gruppensieger bestritten anschließend das Halbfinale. Im Endspiel, das am 24. April 1946 im Parc des Princes in Paris stattfand, trafen die zwei Halbfinalsieger aufeinander und spielten um den Bouclier de Brennus. Dabei setzte sich Section Paloise gegen den FC Lourdes durch und errang zum zweiten Mal den Meistertitel.

## Erste Gruppenphase

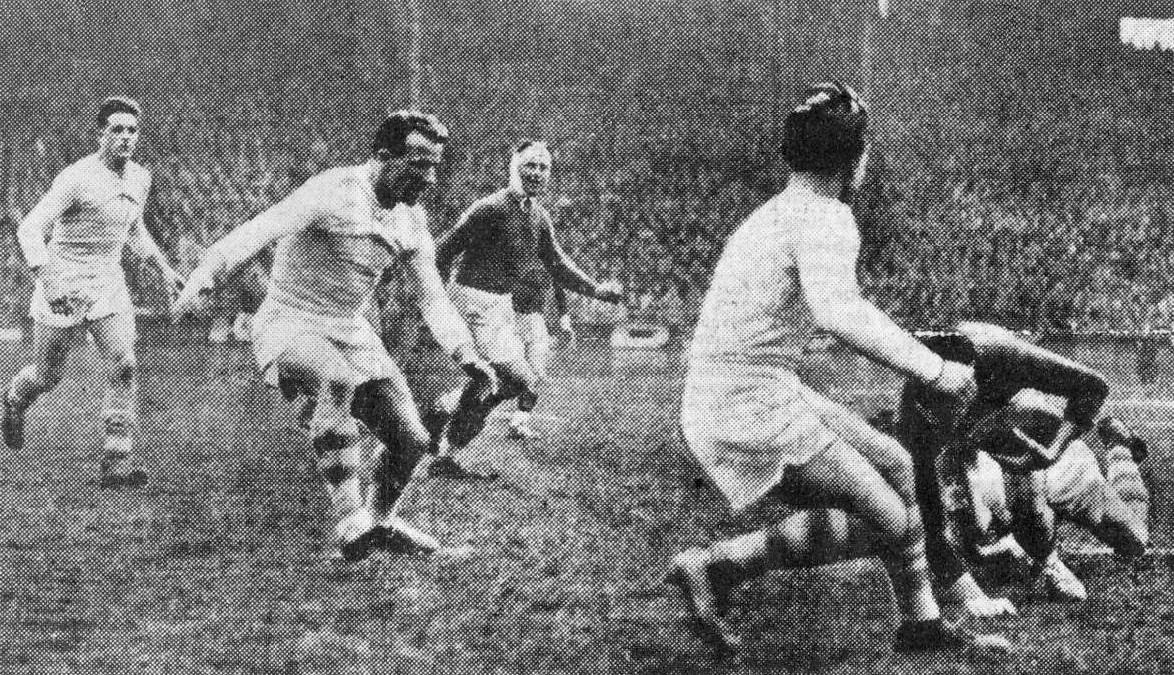
Spielszene im Finale zwischen Section Paloise und FC Lourdes

Detailergebnisse nicht bekannt.

## Zweite Gruppenphase
Detailergebnisse nicht bekannt.

## Dritte Gruppenphase
Detailergebnisse nicht bekannt. Die Gruppeneinteilung war wie folgt:
- Gruppe 1: Section Paloise, Stade Toulousain, UMS Montélimar, AS Montferrand
- Gruppe 2: FC Lourdes, Stade Aurillacois, RC Narbonne, US Tyrosse
- Gruppe 3: FC Grenoble, AS Soustons, Paris Université Club, CA Périgueux
- Gruppe 4: RC Toulon, USA Perpignan, SU Agen, US Bressane

## Finalphase

### Halbfinale
| Begegnung                     | Ergebnis |
| ----------------------------- | -------- |
| Section Paloise – FC Grenoble | ?        |
| FC Lourdes – RC Toulon        | 5:4      |

### Finale
| 24. April 1946 | Section Paloise                                                                        | 11 : 0  | FC Lourdes | Parc des Princes, Paris Zuschauer: 30.000 Schiedsrichter: Jean Callède |
| 24. April 1946 | Versuche: P. Lauga (1) Cazenave (1) Erhöhungen: Carmouze (1) Straftritte: Carmouze (1) | Bericht |            | Parc des Princes, Paris Zuschauer: 30.000 Schiedsrichter: Jean Callède |

Aufstellungen
Section Paloise: Pierre Aristouy, Jean Carmouze, Théo Cazenave, René Desclaux, Robert Duthen, Jean Estrade, Henri Larrat, Auguste Lassalle, Jean Lauga, Pierre Lauga, Lucien Martin, Paul Moncassin, André Rousse, Edouard Salsé, Paul Theux
FC Lourdes: René Barzu, Georges Bernadet, Eugène Buzy, Jésus Cano, Fernand Carassus, André Chanfreau, René Chaubet, Jean Davant, Joseph Dutrey, Guy Faget, Bettino Pallavicini, Charles Peyrade, Jean Prat, Daniel Saint-Pastous, François Soro